# Доржсурэнгийн Сумъяа
Доржсурэнгийн Сумъяа (монг. Доржсүрэнгийн Сумъяа , 11 марта 1991 года) — монгольская дзюдоистка и самбистка, серебряный призёр Олимпийских Игр в Рио-Де-Жанейро 2016, чемпионка мира.

## Биография
Родилась в 1991 году в сомоне Баруунтуруун аймака Увс. В 2012 году стала чемпионкой мира по самбо, но в соревнованиях по дзюдо на Олимпийских играх в Лондоне проиграла в первом же раунде, став в итоге лишь 6-й. В 2013 году завоевала бронзовую медаль чемпионата Азии по дзюдо, стала чемпионкой мира по самбо. В 2014 году стала обладательницей бронзовой медали Азиатских игр.